# Francisco Franco da Rocha
Francisco Franco da Rocha (Nossa Senhora do Amparo, 23 de agosto de 1864 — São Paulo, 8 de novembro de 1933) foi um professor e médico psiquiatra brasileiro. Francisco viveu no bairro do Centro, em Amparo, na casa de número 87, residência em cujo pórtico, onde encontram-se as iniciais "J.J.F.R." (José Joaquim Franco da Rocha), localizada até hoje na rua Quinze de Novembro. Foi professor de Clínica Neuriátrica e Psiquiátrica na Faculdade de Medicina de São Paulo e introduziu a teoria freudiana, divulgando-a, pela primeira vez, no país. Fundou o Hospício do Juquery em 1896, sendo diretor até 1923, tornou-se o pioneiro do regime de liberdade para os doentes mentais na América do Sul. 

## História
Era filho do comerciante e vereador amparense José Joaquim Franco da Rocha e de Maria Isabel Galvão Bueno. Pelo lado paterno, descende de figuras históricas paulistas, tais como Amador Bueno, rei aclamado de São Paulo e Lourenço Franco da Rocha, bandeirante fundador de Jarinu.
Foi um dos pioneiros do uso de técnicas modernas no tratamento de doenças mentais no Brasil. Sendo também um dos primeiros a divulgar junto de Arthur Ramos, Júlio Porto Carrero e Juliano Moreira, as concepções de Freud no Brasil. Mesmo nunca tendo exercido a clínica psicanalítica, serviu como incentivo e inspiração para Durval Marcondes (1899-1981), considerado como o fundador do movimento psicanalítico brasileiro.
Formado pela Faculdade de Medicina do Rio de Janeiro no ano de 1890, foi o idealizou e fundou em Parnahyba o Hospital Psiquiátrico do Juqueri, fundado, em 1898, o primeiro de São Paulo a contar com orientação médica para o tratamento de distúrbios psíquicos. O hospital buscava melhores condições para uma desenvolver a parcela sadia da vida psíquica dos pacientes. Inicialmente conhecido como  Asilo de Alienados do Juqueri,  em 1928 passou a se chamar Hospital e Colônias de Juquery e, mais tarde, Hospital Psiquiátrico do Juqueri. Em meados do século XX chegou a ser o maior hospital psiquiátrico da América Latina. O Juqueri buscava desenvolver a parcela sadia da vida dos pacientes, por meio de condições materiais , sociais, psíquicas e morais favoráveis ao acolhimento. Franco da Rocha se manteve ligado ao desenvolvimento da psiquiatria europeia, e assim, conheceu as ideias freudianas. Franco da Rocha passou a viver seus últimos anos na região do hospital, atualmente correspondente ao município de Franco da Rocha.
Franco da Rocha proferiu sua aula inicial na Faculdade de  Medicina  de  São Paulo, sobre a doutrina de Freud, em 1919. O pansexualismo presente na obra de Freud despertou o interesse de um aluno da Faculdade de Medicina, Durval Marcondes, e Franco da Rocha apoiou sua iniciativa, de fundar em 1927, a primeira instituição latino-americana voltada ao estudo e a divulgação da psicanálise - a Sociedade Brasileira de Psicanálise, da qual, além de cofundador, foi o primeiro presidente. A aposentadoria de Franco da Rocha fez com que se tornassem difíceis as relações entre Marcondes e o meio psiquiátrico, fato que futuramente favoreceu a autonomia do campo psicológico no Brasil, possibilitando o acolhimento de membros não médicos em instituições psicanalíticas brasileiras, notadamente na Sociedade Brasileira de Psicanálise de São Paulo.
Segundo relata a historiadora Pietra Diwan,  em seu livro "Raça Pura" (Contexto, 2007), Franco da Rocha também participou dos quadros da Sociedade Eugênica de São Paulo, juntamente com expoentes da intelectualidade nacional, como o médico Arnaldo Vieira de Carvalho (1867-1920) e o escritor Monteiro Lobato (1882-1948), no qual divulgavam a tese da importância do aperfeiçoamento racial (a denominada eugenia), criada pelo médico inglês Francis Galton (1822-1911), que tinha como objetivo o estudo de agências sob o controle social que podem melhorar ou empobrecer as qualidades raciais das futuras gerações, seja física ou mentalmente. 

## Morte
Franco da Rocha faleceu em São Paulo, em consequência de enfisema pulmonar, aos 69 anos de idade, em 8 de novembro de 1933. Em 1985, sua residência converteu-se no Museu de Arte Osório Cesar, localizado no Complexo Hospitalar do Juquery, no município de Franco da Rocha.

## Homenagens
- Franco da Rocha – fundado em 21 de setembro de 1934, por decreto do interventor federal Armando Salles, como um distrito subordinado ao município de Juquery. Emancipou-se como município em 30 de novembro de 1944.

## Publicações
- "Do delírio em geral". O Estado de S. Paulo,   20 de março de 1919.
- O pansexualismo na doutrina de Freud. São Paulo: Typographia Brasil, de Rotschild, 1920.